# حسن زیرک
حسن زیرک (زاده شده با نام حسن زله بوکانی؛ زادهٔ ۸ آذر ۱۳۰۰ – درگذشتهٔ ۵ تیرماه ۱۳۵۱ بوکان) خوانندهٔ ترانه‌های کُردی بود. حسن زیرک با ضبط تعداد زیادی از آوازهای سنتیِ مردم کُرد، سبب حفظ و نگهداری این آثار فرهنگی از گزند فراموشی شد.از او بیش از ۷۰۰ ترانه و آواز به یادگار مانده است.
حسن زیرک در سال ۱۳۰۰ شمسی در محلهٔ قلعهٔ سردار بوکان متولد شد. روایات زیادی در موردِ سرگذشت او نقل شده است. با آنکه در کودکی تحصیل نکرده بود، اما به گفتهٔ نزدیکان و همسرش در دورهٔ که خوانندهٔ رسمی رادیوهای تهران و کرمانشاه بود، توانایی خواندن و نوشتن داشت و برخی از ترانه‌ها را خودش یادداشت و بداهه می‌سروده است.
موسیقی کُردی ناحیهٔ مکریان واقع در جنوب استان آذربایجان غربی، در میان کُردها جایگاه ویژه‌ای دارد. با ظهور حسن زیرک، خزانه‌ای از بهترین و دلرباترین ملودهای کُردی خلق شد. موسیقی کُردی در همهٔ ابعاد با حسن زیرک به اوج رسید. و ردپای آثار او را در بسیاری از ترانه‌های کُردی می‌توان یافت.
زیرک، علاوه بر زبان کُردی سورانی و هَورامی (اورامی)، به زبان‌های فارسی، ترکی آذربایجانی، ارمنی و لری نیز آواز اجرا کرده و دارای ۳ مقام ترکی، ۸ مقام فارسی، ۲ مقام هورامی و ۶۴ مقام کُردی سورانی است. حسن زیرک با «ارکستر موسیقی کردی» برادران یوسف‌زمانی، ارکستر مشیر همایون شهردار در تهران و ارکستر مجتبی میرزاده در کرمانشاه همکاری داشته و به اجرای برنامه پرداخته است.
حسن زیرک نفوذ فرهنگی مهمی نه تنها در کُردها، بلکه در همسایگان فارس، ترک و لر زبان آن‌ها نیز داشته است. زیرک به بخشی از هویت فرهنگی کُرد تبدیل شده است.
ترانه‌های حسن زیرک در رادیو کردی بغداد، رادیو کردی تهران، رادیو کرمانشاه، رادیو سنندج، رادیو تبریز ضبط و پخش شده است.

## زندگی‌نامه
حسن زیرک با نام خانوادگی اصلی زله بوکانی در ۸ آذر سال ۱۳۰۰ شمسی در محلهٔ قلعهٔ سردار شهر بوکان، آذربایجان غربی به دنیا آمد. حسن در همان کودکی، پدرش را از دست داد و بیشتر زندگی را در رنج و مشکل گذراند. مادرش توانایی نگه‌داری و تربیت فرزندان را نداشته، به ناچار تن به ازدواج دوباره می‌دهد و فرزندان و از جمله حسن به مدرسه نرفته و جهت امرار معاش به کارگری می‌پردازند. زیرک ۲ خواهر و ۲ برادر داشت.

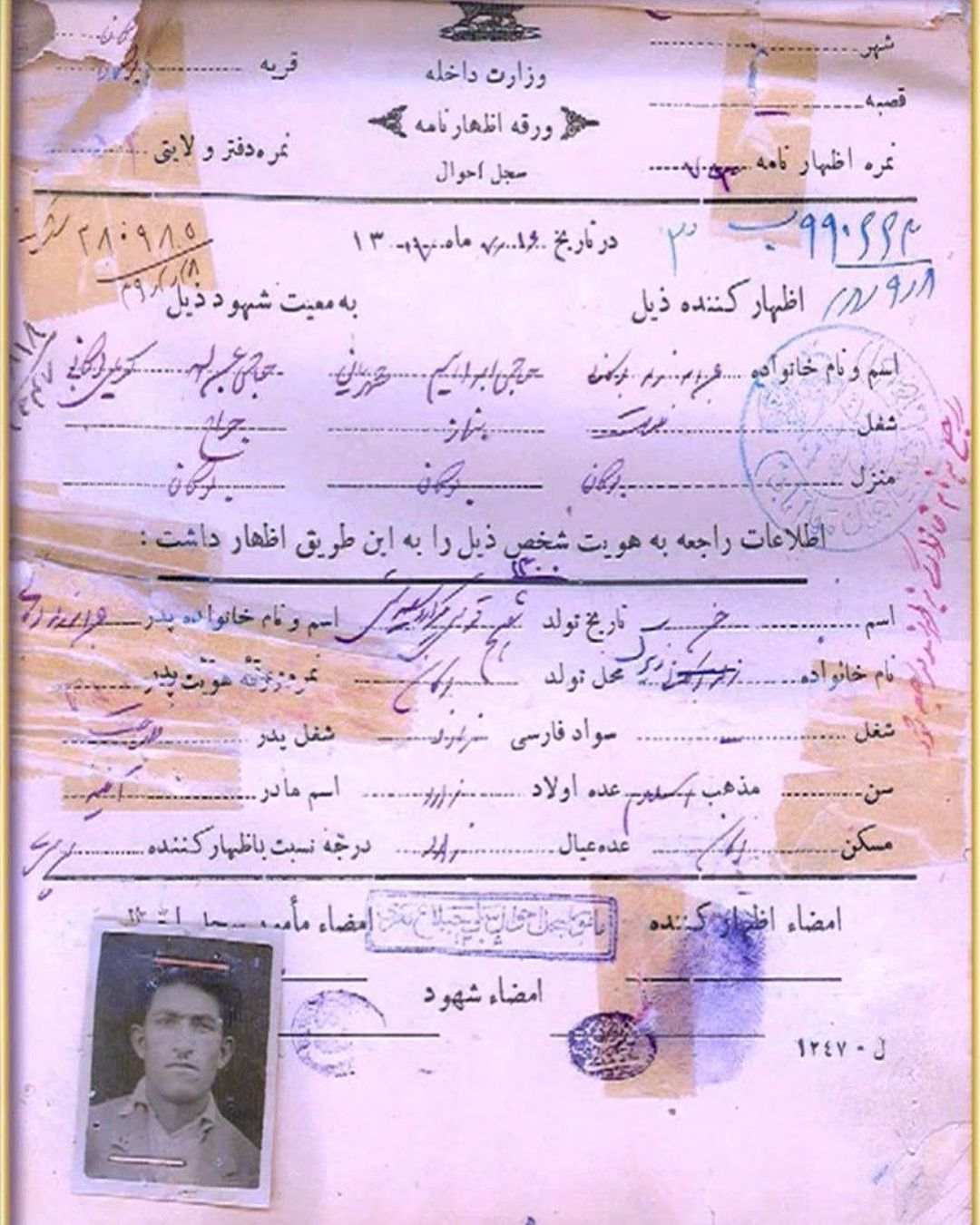
اولین شناسنامه حسن زیرک با نام خانوادگی زله بوکانی. سال ۱۳۰۷ شمسی

عبدالله زله بوکانی (پدر زیرک) (زل در کُردی به معنی بزرگ هیکل) در سال‌های کودکی زیرک فوت کرد و بعدها همسرش که آمنه نام داشت مجدداً ازدواج کرد. به گفته میدیا زندی همسر حسن زیرک، به دلیل محبوبیت و آوازه او با نام هنری «زیرک» به حسن پیشنهاد داده است که نام خانوادگی خود را به زیرک تغییر دهد.

### سال‌های بوکان
روزگار تلخ و آوارگی زیرک از زمانی شروع شد که پدرش فوت کرد و مادرش تن به ازدواج دوباره داد. حسن زیرک در سراسر دوران نوجوانی و جوانی‌اش را صرف شغل‌های مختلفی همچون کارگری و شاگردی شربت و شیرینی فروشی، کار در چایخانه و غیره در بوکان و سایر شهرها کرد.
زیرک در زمانی که تنها ۷ یا ۸ ساله بود، علاقهٔ بسیاری به ترانه و خوانندگی داشت. در آن دوران، اشخاص خوش‌صدایی در بوکان به صورت کوچه و بازاری مشغول به آواز خواندن در محافل و مراسم‌های مختلف بودند، که یکی از اشخاصی که در این شهر به موسیقی و آواز آشنا بود و در این زمینه فعالیت می‌کرد، خواننده‌ای یهودی به نام «شنگه جو» بود که زیرک به ترانه‌هایش گوش می‌داد، و به احتمال فراوان در آن سن، «شنگه جو» نخستین معلم غیررسمی حسن زیرک بوده است. علاقه فراوان زیرک به خواندن موجب شده بود که با افراد محلی زیادی در منطقه بوکان آشنا شود که از صدای خوبی برخوردار بودند. به عنوان نمونه محمدحسین خاتون صفیه و شیخ جعفر زنبیل در بوکان به او مسائل زیادی در مورد آواز و خواندن آموزش دادند.
حسن زیرک در دوران جوانی، روزی در حالی که شاگرد رانندهٔ اتومبیل مسیر سقز– بانه بوده است و راننده در اتومبیل حضور نداشته، به رانندگی می‌پردازد و از بخت بد او، توانایی کنترل اتومبیل را نداشته و موجب قتل یک فرد می‌شود. به این ترتیب حسن زیرک جوان، اتومبیل و صحنهٔ قتل را رها کرده و با ناراحتی بسیار مدتی خود را مخفی می‌کند. اما سرانجام تسلیم می‌شود و بعد از آزادی از زندان، از کشور خارج شده و جهت امرار معاش راهی کشور عراق و شهر بغداد می‌شود.

### سال‌های بغداد
در سال ۱۳۲۶ زمانی که زیرک در عراق بود، در مسافرخانهٔ شمال (به عربی: فندق شمال) به شاگردی می‌پرداخت. زیرک ۴ سال در این هتل کار کرد تا اینکه روزی هنگام نظافت، حسن زیرک مشغول زمزمهٔ یکی از ترانه‌هایش بود و در همین حال، علی مردان خوانندهٔ سرشناس کرد که در حال مسافرت بود، در آن مسافرخانه اقامت داشت. علی مردان با شنیدن صدای حسن زیرک، او را صدا کرده و از او می‌پرسد که جوان! تو کی هستی؟ زیرک در پاسخ می‌گوید، من اهل بوکانم و نامم حسن است. علی مردان به حسن زیرک پیشنهاد می‌کند که با او به رادیو بغداد برود و به زیرک کمک می‌کند تا در آن‌جا مشغول به کار شود. پس از آن حسن زیرک از سال ۱۳۳۲ خورشیدی در بخش کردی رادیو بغداد استخدام می‌شود.
در مورد نحوه بردن حسن زیرک به رادیو کُردی بغداد نیز ابهاماتی وجود دارد، جلال طالبانی در سال ۲۰۰۰ میلادی با انتشار عکسی قدیمی (مربوط به سال ۱۹۵۴ م) از خودش و فردی شبیه به زیرک که در مقابل یک مسافرخانه هستند، در مجله خاک ادعا می‌کند که او حسن زیرک را در مسافرخانه الشمال اکتبیر دیده و شناخته و به همین دلیل زیرک را به رادیو کردی برده است. همچنین خانواده حسن زیرک که در تهران سکونت دارند، صحبت‌های جلال طالبانی را تأیید کرده‌اند.
ورود حسن زیرک به رادیو کُردی بغداد هم‌زمان بوده است با سال‌های آغازین ۱۹۵۰ میلادی، و او بنا به گفتهٔ خودش در آن‌جا با اساطیر موسیقی کُردی آن سال‌ها از جمله علی‌مردان، حسن و محمد عارف جزراوی، شمال صائب، طاهر توفیق، باکوری، الیاس فرنگی (ارمنی‌تبار)، و قادر دیلان آشنا شده است.
او در همان سال‌های ابتدای فعالیت در رادیو بغداد مورد توجه شنوندگان قرار می‌گیرد و از آن‌جایی که شناخت و مهارت ویژه‌ای بر ملودی‌ها و ترانه‌های کردی منطقهٔ مکریان داشته و به اجرای آن‌ها پرداخته بود، توانسته بود به خوبی علاقه‌مندان را به صدایش جذب کند و به شهرت برسد. در سال ۱۳۳۷ که زیرک به بوکان بازگشت، عبدالله مفتی‌زاده از اهالی سنندج به بوکان می‌رود و از زیرک می‌خواهد به رادیو کردی تازه تأسیس تهران بپیوندد.

### بازگشت به ایران
زیرک در سال ۱۳۳۷ با کسب اجازه از مسؤلان رادیو کردی بغداد، تصمیم به بازگشت به ایران می‌گیرد. زمانی که به بوکان، زادگاه‌اش می‌رود، مورد استقبال همشهریانش قرار می‌گیرد و برای این‌که توانسته شهرت و محبوبیت گسترده‌ای را کسب کند و تبدیل به هنرمند سرشناسی شود، با خوشحالی و شادباش مردمی که به دیدنش می‌آمدند مواجه می‌شود.

### کودتای بغداد
در سال ۱۳۳۷ پادشاهی عراق در کودتایی به رهبری عبدالکریم قاسم سقوط کرد و در عراق حکومت جمهوری اعلام شد. حسن زیرک که در بازگشت به بوکان، احساسات دوستانهٔ علاقه‌مندانش را دیده و تحت تأثیر قرار گرفته بود، پس از مدتی تصمیم به بازگشت به عراق می‌گیرد. در هنگام تدارک بازگشت، خبر کودتا در عراق موجب تشویش و نگرانی زیرک می‌گردد، زیرا زمانی که در رادیو به خوانندگی اشتغال داشته به مناسبت تاج‌گذاری ملک فیصل پادشاه عراق ترانه‌ای اجرا کرده بود. سربند این ترانه در وصف پادشاه عراق این چنین بوده است:
| بکوبید، بکوبید بر طبل شادمانی |  | تاج بر سر نهاد فیصل ثانی |

تبلیغات و سخنرانی‌های گسترده در رادیو بغداد علیه حاکمان معزول نظام پیشین و تظاهرات فراوان و اعلامیه‌ها و خطابه‌های پی در پی قشرهای مردم عراق و به ویژه کردها در تأیید اقدام انقلابی عبدالکریم قاسم در براندازی پادشاهی، زیرک را به ماندن در ایران و عدم بازگشت به عراق تا روشن شدن وضعیت سیاسی آن کشور وامی‌دارد.

### رادیو کُردی تهران
زیرک همکاری خود را با این مرکز، از سال ۱۳۳۷ که بخش کردی رادیو ایران در تهران گشایش یافت، آغاز کرد. در شهر تهران برادران مفتی‌زاده، صدیق و عبدالرحمن از دست‌اندرکاران رادیو کردی تهران بودند. مفتی‌زاده‌ها، احمد مفتی‌زاده را به همکاری دعوت کردند و او هم حسن زیرک را با خود همراه کرد و راهی تهران شدند. حضور زیرک در تهران و در رادیو کردی آن‌جا موجب خوشحالی دست‌اندرکاران شد و به این ترتیب حسن زیرک به صورت رسمی به عنوان خواننده در آن رادیو پذیرفته شد.
طبق تعهدنامه‌ای به تاریخ ۱۲ تیر ۱۳۳۷ توسط محمد کیهان از مسئولان گمنام تأسیس رادیو کُردی در تهران دال بر پرداخت ماهیانه دوازده هزار ریال به زیرک جهت اجرای آهنگ‌های کُردی نشان از آغاز همکاری این خواننده در رادیو کردی پایتخت دارد. آثاری که حسن زیرک در رادیو کردی تهران به ضبط رساند، اغلب با ساز استادانی همچون حسین یاحقی، حسن کسایی، جلیل شهناز، جهانگیر ملک، احمد عبادی، و با سرپرستی مشیر همایون شهردار همراه بود.

### رادیو کردی کرمانشاه
در مرداد سال ۱۳۴۱ که رادیو کردی تهران تعطیل شد، حسن زیرک و همکارانش به کرمانشاه رهسپار شدند. رادیو کردی کرمانشاه به بخش کردی رادیو ایران تغییر نام پیدا کرد. در واقع آن برنامهٔ محلی تعطیل گردید و یک رادیوی جدید که صدای برون مرزی ایران بود آغاز به کار کرده که ساعات پخش برنامه هم افزایش یافت و نه تنها کشورهای منطقه بلکه بخش‌های وسیعی از اروپا و خاورمیانه را تحت پوشش قرار داد. ورود حسن زیرک به کرمانشاه و پیوستن به جمع همکاران رادیو، موجب تحرک و فعالیت بیشتر ارکستری گردید که از چند سال پیش وجود داشت و در کار تولید موسیقی و ترانه‌های کُردی قدم‌های خوبی برداشته بود.

حسن زیرک در تاق بستان کرمانشاه (سمت راست)

سرپرست آن ارکستر محمد عبدالصمدی که خود نوازنده کلارینت بود. در سال‌های بعد محمود بلوری نوازندهٔ عود و گروهبان موزیک زید یحیایی نوازندهٔ کلارینت به این جمع اضافه شدند.
همکاری او در رادیو کردی کرمانشاه با هنرمندان برجستهٔ کرمانشاهی همچون مجتبی میرزاده (ویولن)، محمد عبدالصمدی (قره‌نی)، اکبر ایزدی (سنتور)، استوار درویشی (تار) و بهمن پولکی و مرتضی صنعتی قصری (ویولن) (تیمپو) سبب آفرینش آثاری شد که از برجسته‌ترین کارهای وی به‌شمار می‌رود.
حسن زیرک گرچه به خاطر شرایط سخت زندگی از تحصیل بی‌بهره ماند، اما استعداد کم‌نظیری در سرودن شعر و آهنگ‌سازی کردی داشت. این استعداد به همراه صدای منحصربه‌فرد او، سبب شد که ترانه‌هایش در سرتاسر مناطق کردنشین محبوبیت پیدا کند. صدای او همچنان در مناطق کردنشین به ویژه عراق و ایران، در کوچه و خیابان از خانه‌ها و مغازه‌ها به گوش می‌رسد.
در رابطه با ترانه‌ها و ملودی‌ها، حسن زیرک با مجتبی میرزاده که آن زمان تنها ۱۶ سال داشت به صحبت می‌پرداخت و اطلاعات گسترده‌ای در مورد ترانه‌های کُردی به او می‌داد، که چنان میرزاده را سرشوق آورده بود که آن دو بیشتر در کنار هم دیده می‌شدند و علاقه و دوستی خاصی میان آن‌ها به وجود آمده بود.
میرزاده بارها به به این مسئله اشاره کرده است که حضور حسن زیرک در کرمانشاه خیلی مفید بود، زیرا او را با موسیقی کُردی آشنا کرده و بسیاری از ترانه‌ها و ملودی‌های کُردی را از طریق زیرک شناخته است و همین امر موجب گردیده سبک نواختن او متفاوت گردد که می‌توان آن را نوعی از نوازندگی و موسیقی کردستان دانست.
حسن زیرک در مدت ۳ سالی که در کرمانشاه اقامت داشت از حقوق و مزایای خوبی برخوردار بود، به طوری که اکثر روزها چند نفر از علاقه‌مندان به صدایش از مناطق گوناگون ایران و عراق به دیدارش می‌آمدند و در منزل خود از آن‌ها پذیرایی می‌کرد.

### اخراج از رادیو
با این حال پس از کسب معروفیت، افرادی در ایران مانع از ادامهٔ فعالیت حسن زیرک شده و به بهانه‌های مختلف او را از رادیوهای تهران و کرمانشاه اخراج کردند. در سال‌های ۱۳۴۱ و ۱۳۴۳ زندگی کارمندی زیرک به سرازیری می‌افتد و دولت به او حقوق نمی‌دهد چرا که رئیس برنامهٔ کردی وقت شکرالله بابان گفته بود: «ما نزدیک به ۱۵۰۰ ترانه با صدای حسن زیرک داریم، دیگر احتیاجی به خود او نیست.»
در سال ۱۳۹۶ برای نخستین بار عارف ابراهیم‌پور در برنامه‌ای که از دویچه وله آلمان پخش شد، موضوع اختلاف و اخراج حسن زیرک توسط مظهر خالقی از رادیو کرمانشاه را رسانه‌ای کرد. در شبکه‌های مجازی عده‌ای برای حمایت از مظهر خالقی، این موضوع را جعلی و غیرواقعی خواندند. تا این‌که حسام‌الدین امین یکی از نخبان کُرد و اهل سنندج در مورد رابطهٔ حسن زیرک و خالقی، و در پاسخ به درستی این موضوع واکنش نشان داد و گفت:
پس از آمدن حسن زیرک به رادیو و مشهور شدنش برخوردهای ناشایست و غیرمنصفانه‌ای با او کردند. حسن زیرک فردی ساده و بی‌آلایش بود. بدون واهمه می‌گویم خالقی با زیرک ارتباط خوبی نداشت و حتی یکی از عوامل در بدری و آوارگی زیرک او بود متأسفانه؛ این خصیصهٔ بازدارندهٔ اغلب مردم است که حسادتشان بر احساس همکاری‌شان می‌چربد.

### زندان

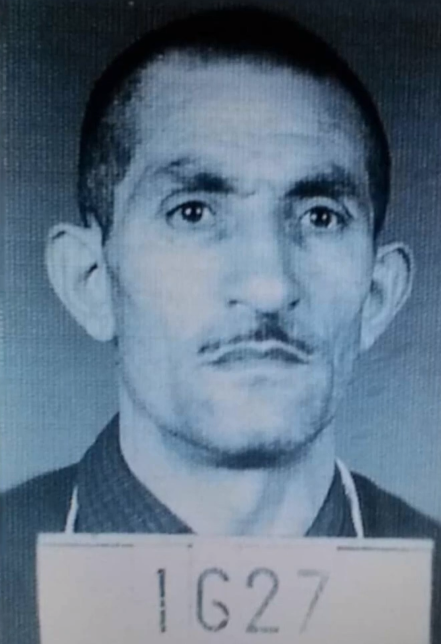
نگاره‌ای از حسن زیرک با پلاک زندان در زندان کرمانشاه

زیرک بعد از اخراج اجباری‌اش از رادیو کرمانشاه دلشکسته به امید استخدام مجدد در رادیو کردی بغداد به عراق می‌رود، اما در عراق بازداشت می‌شود. در آن‌جا به مدت ۱۸ ماه زندانی و شکنجه می‌شود و بعد از رهاکردن در مرز ایران و عراق، این‌بار توسط ساواک بازداشت و به زندان کرمانشاه برده می‌شود.
زیرک دربارهٔ شکنجه‌اش در در عراق در یک کاست با صدای خودش چنین می‌گوید:
۱۸ شب در زندان کرکوک بودم. ۶ ماه توسط سازمان امنیت ملی عراق، بارهای بار شکنجه شدم. من را از این شهر به آن شهر می‌بردند، هیچ‌کس نبود حالم را بپرسد. اگر ایران نبود من آزاد نمی‌شدم.
زیرک بعد از آزادی، بعدها در ایران توسط ساواک به اتهام جاسوسی بازداشت شد و مدتی در زندان کرمانشاه بود. حسن زیرک به مدیران وقت رادیو اصرار کرد که به رادیو برگردد اما با خواسته او موافقت نشد و از این زمان بود که زیرک به عنوان خواننده افتاد به مراسم عروسی و در مراسم‌های محلی به خوانندگی می‌پرداخت.
«محمد کمانگر» یکی از کارمندان وقت رادیو کرمانشاه دربارهٔ ملاقات او با زیرک در زندان کرمانشاه گفته است:
 روزی از زندان کرمانشاه با من تماس گرفتند و گفتند که آشنای شما در اینجاست، تعجب کردم! زمانی که رفتم به آن‌جا زیرک را دیدم، آنقدر ضعیف و شکسته شده بود که او را یک لحظه نشناختم. زیرک به من گفت بعد از رهاکردنم از زندان عراق، در مرز ایران و عراق؛ من را به جرم جاسوسی بازداشت کردند و به زندان کرمانشاه آوردنم.

### ازدواج
حسن زیرک به صورت رسمی ۲ بار ازدواج کرده است. همسر اول او، میدیا زندی گویندهٔ بخش کردی رادیو تهران بود. از میدیا زندی دو دختر به نام‌های مهتاب (آرزو) و مهناز (ساکار) دارد. همچنین برای این دو دخترش چند ترانه اجرا کرده است. میدیا زندی در روز جمعه ۳۱ خرداد ۱۳۸۷ خورشیدی در تهران درگذشت.
همسر دوم زیرک، رابعه نام دارد و به گفتهٔ او، حسن زیرک خودش به او گفته است ۲۸۰۰ ترانه دارد که نمی‌داند چه برسر ترانه‌های گم شده آمده است و با آن‌ها چه کار کرده‌اند.رابعه در ۱۸ خرداد ۱۴۰۲ در سقز فوت کرد.

## در نگاه دیگران
میدیا زندی، همسر اول حسن زیرک، که خود گویندهٔ بخش کردی رادیو تهران بود، می‌نویسد:

 «حسن زیرک نزدیک به هزار ترانه در تهران و کرمانشاه اجرا کرده‌بود و به خاطر همین ترانه‌های او بود که روزانه نزدیک به دوهزار نامه ارسال می‌شد، و حتی درون نامه پول قرار می‌دادند تا ترانهٔ مورد درخواست آنان پخش شود. برنامه‌های کردیِ رادیو تهران و کرمانشاه به‌خاطر صدای دلنشین حسن زیرک مورد توجه همه قرار گرفته‌بود و آن موقع هر روز دو بار برنامهٔ «ما و شنوندگان» پخش می‌شد. حسن زیرک با صدای رسا و لذت‌بخش خود باعث معروفیت و کیفیت و شکوفایی برنامه‌های کردی در تهران و کرمانشاه شده‌بود و سیل نامه‌های طرفداران ترانه‌های او هر روز به رادیو جاری بود. اما با وجود این‌همه خدمت، حسن زیرک را دیگر به رادیو راه ندادند و او را از یاد بردند، درحالی‌که در ۲۸ مرداد ۱۳۴۱، که بُرد ایستگاه رادیوی کرمانشاه به صد کیلووات رسیده‌بود، صدای حسن زیرک به همهٔ شهرها و روستاهای کردنشین می‌رسید».

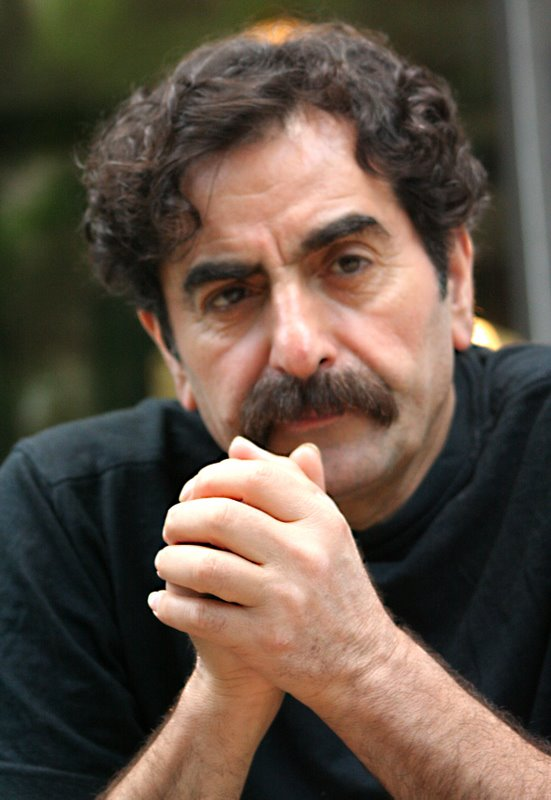
شهرام ناظری

شهرام ناظری، هنرمند موسیقی سنتی ایران، در خصوص صدای حسن زیرک چنین اظهار داشته است:

 «درخصوص حسن زیرک، در مجموع فقط می‌توانم بگویم که یک انسان نابغه به‌معنای واقعی بود؛ یعنی در همان لحظه که وارد ارکستر رادیو می‌شد و به اتاق ضبط می‌رفت، در آن واحد، هم شعر می‌سرود، هم آهنگ می‌ساخت، و هم آن را می‌خواند، که تاکنون چنین موردی در موسیقی سابقه نداشته است. با توجه به این نکته که ایشان سواد خواندن و نوشتن هم نداشتند، اما موسیقی و شعر را به‌صورت الهامی و حفظ‌شده می‌خواند و واقعاً از افراد استثنایی و از نوابغ موسیقی کردی بودند، و بنده در میان خوانندگان کرد علاقهٔ خاصی به صدای حسن زیرک دارم».
مجتبی میرزاده، نوازندهٔ ویولون و موسیقی‌دانی که در تمام آثار حسن زیرک در دههٔ ۱۳۴۰ در ارکستر رادیو کردی کرمانشاه نوازندگی و تنظیم آهنگ‌های او را به‌عهده داشته، در مورد این هنرمند فقید در گفت‌وگو با راقم این سطور چنین اظهار داشت:

 «حسن زیرک، با این‌که به هیچ عنوان سواد نداشت، اما اشعار اغلب آثارش را به‌صورت بداهه و در آن لحظه که می‌خواند، می‌سرود. وی از حافظه‌ای بسیار قوی در حفظ شعر و آهنگ و مقام‌های کردی برخوردار بود، و باید گفت که حسن زیرک هیچ‌گاه در موسیقی کُرد تکرار نخواهد شد؛ چرا که ماندگارترین و زیباترین نغمات کردی را خلق کرد، و اینک نه‌تنها در ایران، بلکه حتی در میان کردهای عراق، سوئد، و سایر نقاط جهان، آثار و نام و یاد او از مقام و منزلت والایی برخوردار است».
بیژن کامکار، خواننده و نوازنده، با اعلام این مطلب که علاقهٔ زیادی به صدای حسن زیرک دارد، گفته است:

 «حسن زیرک یکی از برجستگان موسیقی کُرد به‌شمار می‌آید و خیلی از آهنگ‌های کردی یا فارسی که الان به اجرا درمی‌آید، الهام‌گرفته از آثار آن هنرمند است. شهرت و محبوبیت حسن زیرک فقط محدود به مرزهای ایران نیست، بلکه در کشورهای اروپایی و تمام نقاط کردنشین جهان امتداد دارد».
عارف ابراهیم‌پور، از نوازنده‌گان قدیمی ایرانی که در دو کار با حسن زیرک در رادیو همکاری داشته است، دربارهٔ حسن زیرک چنین گفته است:

 «حسن زیرک بسیار صدای با قدرت و نافذی داشتند، بسیار آدم مهربان و خوبی بودند. من دو بار با ایشان در رادیو ضبط داشتم، حدوداً سال ۱۳۴۳ بود. من همیشه آقای مظهر خالقی رو نفرین می‌کنم، برای این‌که ایشان خوانندهٔ رسمی رادیو کرمانشاه بود، بعد آقای خالقی شد رئیس رادیو کرمانشاه و با ایرادهای بیخودی، حسن زیرک را از رادیو اخراج کرد و حسن زیرک افتاد به مراسم عروسی و آخر سر خبر داشتم در بوکان قهوه‌خانه‌ای باز کرده و همان‌جا درگذشت.»
عزت‌الله قلندرلکی، خواننده مطرح کُرد در مورد حسن زیرک که او را در رادیو کُردی کرمانشاه دیده است، چنین می‌گوید:

اتاق استودیوهای رادیو کرمانشاه ۲۰ متری یا ۳۰ متری و کوچک بودند. اوج صدای حسن زیرک خیلی بالا بود، میکروفون صدای ایشان را نمی‌کشید و در ضبط صدا مشکل پیش می‌آمد؛ برای همین میکروفون را یک گوشه گذاشته بودند و حسن زیرک در یک گوشه دیگر و ارکستر در گوشه دیگری بود. آنجا آقای «آجیل چی» مسئول ضبط آهنگ بود و کار را ضبط کرد.
ناصر رزازی، هنرمند سرشناس کُرد دربارهٔ زیرک چنین می‌گوید:
فرانسیس داوود و خالد سرکار که با حسن زیرک همکاری داشته‌اند در مورد استعداد زیرک در موسیقی چنین می‌گویند:

در یکی از نشست‌هایی که با زیرک داشتیم، در حین استراحت یک آهنگ ارمنی - آسوری را نواختیم و زیرک فقط گوش می‌داد. بعد از چند دقیقه زیرک گفت دوباره بزنید، زدیم و زیرک آن را تبدیل به یک آهنگ کُردی که با نام «ئوخهٔ ئوخهٔ له‌و بالایه» شهرت یافته، کرد.

## درگذشت

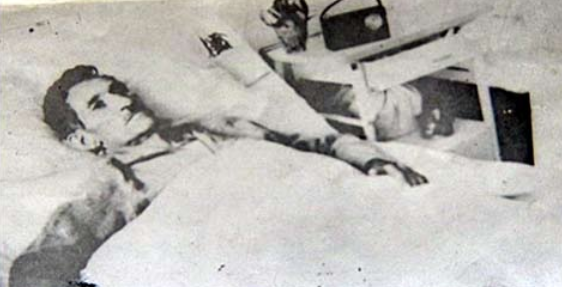
حسن زیرک در بستر بیماری، بیمارستان شیر و خورشید بوکان، ۱۳۵۱

سال‌های پایانی زندگی حسن زیرک در تلخی و ناکامی گذشت و چندان به آوازخوانی نمی‌پرداخت. زیرک طی ۵۰ سال عمرش، بارها مورد اذیت و آزار به شکل‌های مختلف قرار گرفت. از زندانی‌شدنش در عراق گرفته تا در ایران توسط ساواک و اخراج از رادیو کُردی کرمانشاه و طرد شدن توسط سایر هنرمندان و همکارانش در رادیو سبب ناراحتی و رنجش او شده بود.
این موضوع آنقدر جدی بود که در یکی از نوارهای کاست که با صدای خودش در سال‌های پایانی زندگی‌اش ضبط شده چنین گفته است:
 هنر برای من بهره‌ای نداشت. چون کُردم و به زبان کُردی صبحت می‌کنم. هنر نزد کُرد جایگاهی ندارد. آخر مرگم نزدیک است و خداحافظی کنم و زیر خاک بروم و دیگر هیچ کُردی را نبینم.
در نهایت متأثر از آزرده خاطربودنش؛ مدتی در شهر اشنویه اقامت کرده بود و بعدها به شدت مریض شد و توسط خانواده‌اش به بوکان بازگشته و در بیمارستان این شهر بستری می‌گردد.
حسن زیرک در پنج تیر سال ۱۳۵۱، برابر با ۲۶ ژوئن ۱۹۷۲ در سن نزدیک به ۵۱ سالگی در بیمارستان بوکان به‌علت سرطان کبد درگذشت و در قبرستان بوکان دفن شد، اما بعد از چند روز بنا به وصیت خودش، نبش قبر شد و در دامنهٔ کوه نالشکینه به خاک سپرده شد.

### نحوه مرگ
طی سال‌های گذشته در منابع کُردی، مرگ زیرک را ناگهانی و بر اثر مسومیت با زهر عنوان می‌کنند. در کتاب «ساواک چرا حسن زیرک را کشت» کاملاً به این موضوع اشاره دارد. براساس این کتاب، حسن زیرک در یک مراسم عروسی در مهاباد در غذای او توسط یک زن به زهر آغشته و مسموم شد. اما در میان مردم منطقهٔ بوکان، مسئله ساواک منتفی بوده و مسمومیت را توسط یکی از رقبای حسن زیرک در مهاباد می‌دانند.
به گفتهٔ دوستان و افرادی که زیرک را از نزدیک می‌شناختند، زیرک پیشینهٔ هیچ‌گونه بیماری نداشته است، بلکه او را در مهاباد مسموم کرده بودند. این مورد به دلیل جلوگیری از اختلاف میان کُردها تاکنون هیچ‌گونه شفاف‌سازی در مورد آن صورت نگرفته است و در فیلم‌های مستند و رسانه‌ها آن را مخفی می‌کنند تا اینکه مستندی از شبکه تلویزیونی کردستان ۲۴ در سال ۹۸ پخش شد که به صورت مستقیم با اشاره به این مطلب آن را رسانه‌ای کرد.

تلویزیون و رادیو بی‌بی‌سی

### بازتاب جهانی
در هنگام مرگِ حسن زیرک، رادیو بی‌بی‌سی از بزرگی او یاد می‌کند و می‌گوید:
یگانه هنرمند مردم کرد در بیمارستان بوکان درگذشت.

## ترانه‌شناسی
حسن زیرک نه‌تنها دارای صدا و حافظهٔ منحصربه‌فردی بود، بلکه در عین حال شعر می‌سرود و موسیقی برای آن می‌نواخت و حتی تغییراتی در شعرها و قافیه و وزن آن‌ها می‌داد. حسن زیرک ترانه‌هایی نیز به زبان فارسی و ترکی آذربایجانی و حتی لری نیز خوانده است.
برخی از خوانندگان اهل کشور ترکیه، بدون اشاره به ترانهٔ اصلی، به اجرای دوباره ترانه‌های حسن زیرک با همان ملودی یا با تغییراتی در شعر پرداخته‌اند.
برخی از ترانه‌های معروف زیرک:
- نوروز
- ئیران ئیران مسکن شیران (ترانه ایران ایران)
- کتانه
- بارانه
- خان باجی (ارمنی، ترکی آذری، کردی سورانی، ضبط در رادیو تبریز)
- مریم بوکانی / تنظیم و ویولن از مجتبی میرزاده
- زارا
- گوهره
- لیده (معنی: بزن بر طبل) (برای تولد رضا پهلوی)
- نالشکینه
- لێم زیز بووه
- آمنه و آمنه
- ریبوار و ریبوار (کردی - فارسی)
- لای لای
- آمان دکتر
- وره قوربان
- عرق چین
- هه‌وری لار
- مهتاب و آرزو (خوانده برای دخترش)
- غریب ماوم (خۆم به غولامی)
- کرماشان
- یالا شوفر
- نورانی (آهنگ مذهبی در وصف خاندان و شیوخ خانقاه زنبیل)
- کابوکه (که‌بوکه)
- دیسان شه‌و هات
- گولدور مَنی گولدور (ترکی آذری، کردی سورانی - ضبط در تبریز)
- له سیلهٔ قبران هاواره
- هو لیلی
- به‌ناز

ترانه‌های حسن زیرک که به ترکی استانبولی نیز بازخوانی شده‌اند:
- ای نیشتمان - Ankara'nın Taşına Bak (Ruhi Su)[۴۰][۴۱]
- نسرین - Ağlama Yar (Yavuz Bingöl)[۴۱]
- امان دوکتور - Aman Doktor (Candan Erçetin)[۴۱]
- یالا شوفر - Yallah Şoför (ابراهیم تاتلیس)[۴۱]
- لیلا - Leyla (ازجان دنیز)[۴۲]

ترانهٔ Ankara'nın Taşına Bak که ملودی آن، همان ملودی ترانهٔ نیشتمان (میهن) حسن زیرک است و امروزه در کشور ترکیه به سرود ملی تبدیل شده است.

### تمجید از شاه ایران
همچنین حسن زیرک، ترانه‌هایی برای تمجید از محمدرضا شاه پهلوی دارد. به عنوان نمونه، او تغییراتی در شعر ترانه «نوروز» داده است و به موضوع اصلاحات ارضی در ایران (لغو نظام ارباب رعیتی) اشاره کرده است. ترانه‌ای دیگری (به نام لیده یا شاهزاده ایرانی)، حسن زیرک برای تولد رضا پهلوی خوانده است.

## نگارخانه

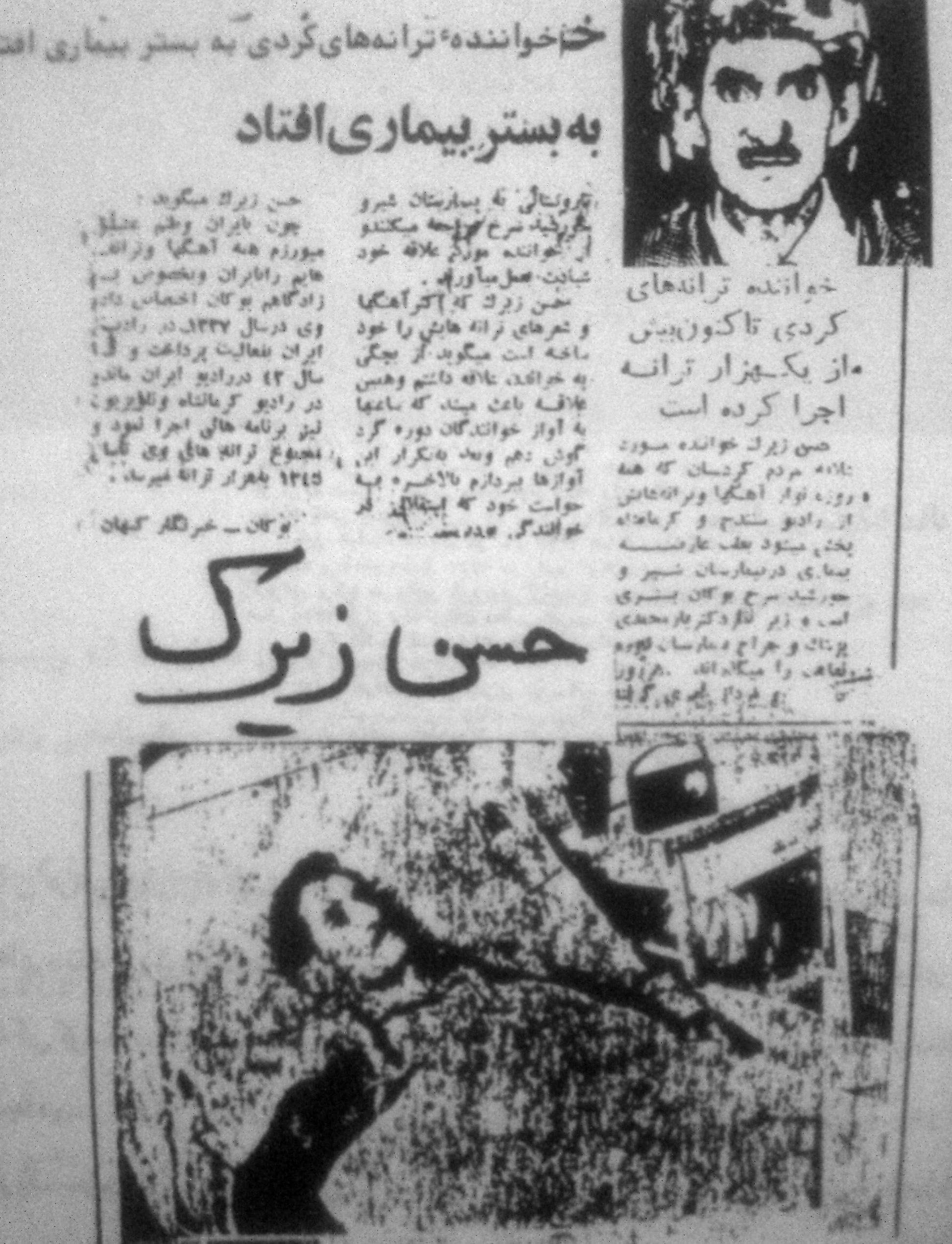
روزنامهٔ کیهان، منتشرشدن خبر بیماری حسن زیرک، تهران (۱۳۵۱)
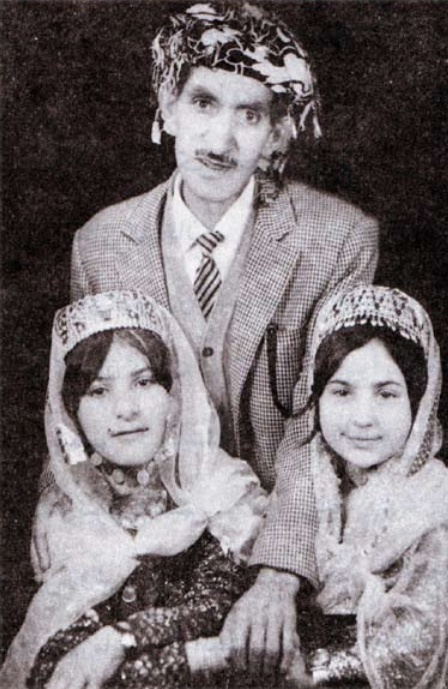
حسن زیرک به همراه دخترانش، آرزو و ساکار زیرک
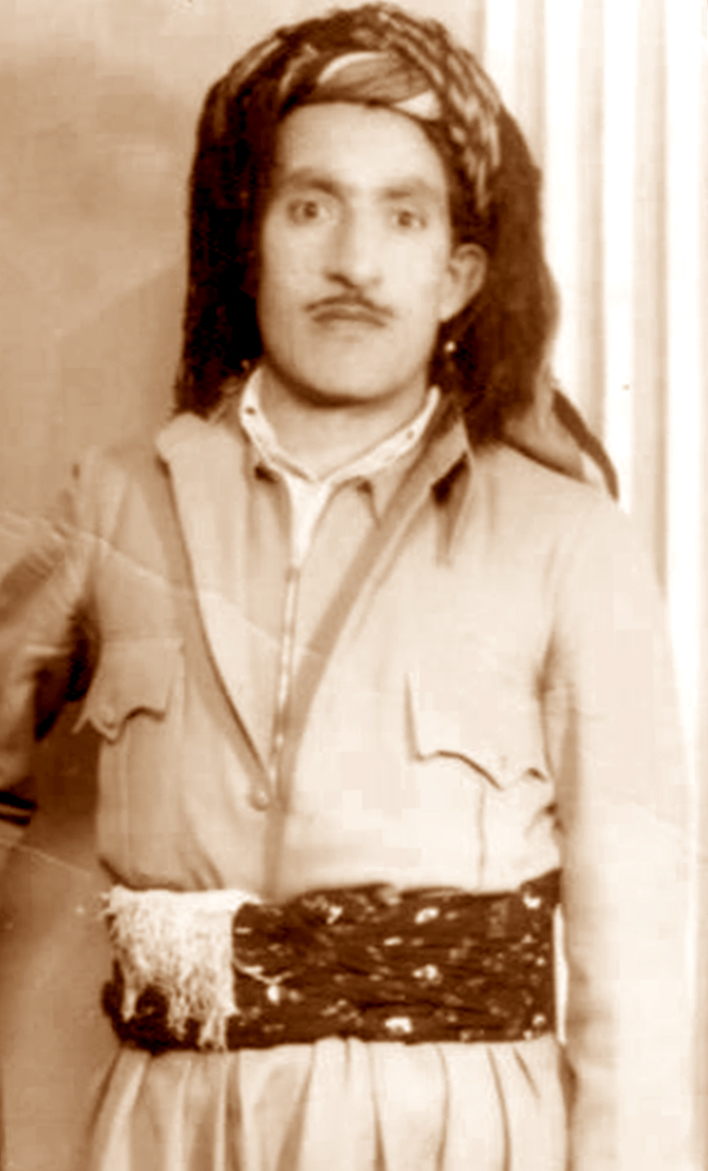
حسن زیرک